# Ито, Мидори
Мидори Ито (яп. 伊藤みどり Ито Мидори, 13 августа 1969 г.) — японская фигуристка, выступавшая в одиночном катании. Серебряная медалистка Олимпиады 1992 года, чемпионка мира 1989 года, девятикратная чемпионка Японии (1985—1996).

## Карьера
Начала кататься в 5 лет, тренер Матико Ямада сразу делала упор на техническую сложность программ (в ущерб обязательным фигурам) и уже в 8 лет атлетичная невысокая Мидори выполнила первый тройной прыжок. В 1981 году она — первая женщина в мире, сделавшая каскад из двух тройных прыжков (тройной тулуп — тройной тулуп, всего на 1 год позже мужчин). На своем втором чемпионате мира среди юниоров получила прозвище «Девочка-цунами» («Tsunami Girl»). В 1983 году на показательных выступлениях в Японии в 14 лет она делает прыжок в три с половиной оборота (аксель). В конце года выигрывает бронзовую медаль на домашнем чемпионате мира среди юниоров.
Сезон 1984/85 Мидори пропустила из-за травмы, полученной во время исполнения четверного прыжка на тренировке.
На Олимпиаде-88 выполнила 7 тройных прыжков. В следующем сезоне Мидори исполнила прыжок в три с половиной оборота (аксель) на чемпионате мира-89 . На чемпионате мира 1990 во время одной из фигур «параграф с петлями» почти падает, судьи дали места от 10 до 24-го и в итоге в этом виде она оказалась лишь 10-й, несмотря на победы в короткой и произвольных программах, для чемпионства не хватило всего 0,2 очка.
После отмены обязательных фигур, более сложные постановки спортсменка не смогла увязать с технической сложностью. На чемпионате мира-91 в короткой программе на разминке сталкивается с Летисией Юбер, которая лезвием конька проткнула ботинок Мидори, в самой программе после исполнения каскада тройной лутц — двойной тулуп вываливается за борт, ударившись об телекамеры (пораженные зрители зала приветствовали её стоя, Мидори помогла собирать рассыпавшиеся на льду детали телекамер). Трое судей, интерпретируя правила ИСУ для этого уникального случая, не посчитали его ошибкой и не снизили оценки. В произвольной упала на тройном акселе, допустила ряд других ошибок. На разминке перед произвольной программой этапа Trophée Lalique в ноябре 1991 года неожиданно легко исполняет каскад тройной аксель — тройной тулуп. На Олимпиаде-92 вновь падает с тройного лутца в короткой программе, в произвольной вместо него сделала двойной, упала с тройного акселя, однако в самом конце программы собралась и успешно повторила его. Выступала при простуде, из-за осложнения которой Мидори не участвовала в чемпионате мира-92.
Затем Мидори перешла в профессионалы, стала чемпионкой мира в 1993 году, в январе 1995 года выиграла турнир Challenge of Champions 1994.
В 1997—2000 участвовала в шоу, зажгла олимпийский огонь на Олимпиаде-98. 25 марта 2004 включена в «Зал Славы» (англ. Hall of Fame) фигурного катания.
Ито на долгие годы опередила по сложности прыжков всех одиночниц (исполняла их с оригинальных заходов, некоторые — с поднятыми вверх руками), однако и остальные элементы, кроме прыжков (вращения, шаги), были высочайшего технического уровня, всегда исполняемые на огромной скорости, с точной центровкой и т. п. (за что Ито получала оценки 6,0 даже в короткой программе), однако артистическая, художественная сторона отставала, за исключением сезона 1991-92.

## Рекорды
- Первая японка, ставшая чемпионкой мира в женском одиночном катании[3];
- Первая женщина, исполнившая комбинацию из двух тройных прыжков (1981 год);
- Первая женщина, исполнившая комбинацию двойной риттбергер—тройной риттбергер (в короткой программе) (1984 год);
- Первая женщина, исполнившая все шесть основных прыжков в одной программе (1989 год)[2];
- Первая женщина, исполнившая тройной аксель (1988 год)[14];
- Первая женщина, исполнившая тройной аксель на Олимпиаде (1992 год)[14].

## Спортивные достижения
| Соревнование/Сезон             | 1979-80 | 1980-81 | 1981-82 | 1982-83 | 1983-84 | 1984-85 | 1985-86 | 1986-87 | 1987-88 | 1988-89 | 1989-90 | 1990-91 | 1991-92 | 1995-96 |
| ------------------------------ | ------- | ------- | ------- | ------- | ------- | ------- | ------- | ------- | ------- | ------- | ------- | ------- | ------- | ------- |
| Зимние Олимпийские игры        |         |         |         |         |         |         |         |         | 5       |         |         |         | 2       |         |
| Чемпионат мира                 |         |         |         |         | 7       |         | 11      | 8       | 6       | 1       | 2       | 4       |         | 7       |
| Чемпионат мира среди юниоров   |         | 8       | 6       |         | 3       |         |         |         |         |         |         |         |         |         |
| Чемпионат Японии               | 3       |         |         |         | 2       | 1       | 1       | 1       | 1       | 1       | 1       | 1       | 1       | 1       |
| Чемпионат Японии среди юниоров | 1       |         |         | 1       |         |         |         |         |         |         |         |         |         |         |
| Skate America                  |         |         |         |         |         |         |         |         |         | 2       |         | 2       |         |         |
| Skate Canada                   |         |         |         |         |         | 1       |         |         |         |         |         |         |         |         |
| Trophée Lalique                |         |         |         |         |         |         |         |         |         |         |         |         | 1       |         |
| NHK Trophy                     |         |         |         |         | 3       | 1       | 1       | 2       | 2       | 1       | 1       | 1       | 1       |         |